# Hüpperdingen
Hüpperdingen (luxemburgisch Hëpperdangⓘ, französisch Hupperdange) ist ein Ortsteil von Clerf, Kanton Clerf, im Großherzogtum Luxemburg.

## Lage
Hüpperdingen liegt im Norden des Gemeindegebietes. Nachbarorte sind Heinerscheid im Osten und im Süden Grindhausen und Urspelt. Westlich des Ortes liegt das Tal der Wiltz.

## Allgemeines
Hüpperdingen ist ein ländlich geprägter Ort. Bis 2011 gehörte Hüpperdingen zur Gemeinde Heinerscheid, die zum 1. Januar 2011 nach Clerf eingemeindet wurde. Sehenswert sind die kath. Filialkirche St. Johann Baptist, ein Bau aus der Barockzeit. Neben der Kirche stehen noch vier kleine Wegekapellen im Ort.